# 로런 패튼
로런 패튼(Lauren Patten, 1992년 9월 22일 ~ )은 미국의 배우, 가수, 작가이다.